# Abbas Mohamed Djallal Aïssaoui
Abbas Mohamed Djallal Aïssaoui (sinh ngày 5 tháng 10 năm 1986, ở El Bayadh) là một cầu thủ bóng đá người Algérie hiện tại thi đấu ở vị trí tiền vệ cho WA Tlemcen ở Giải bóng đá hạng nhì quốc gia Algérie.

## Sự nghiệp câu lạc bộ
Vào tháng 7 năm 2007, anh thử việc tại câu lạc bộ Bỉ KSC Lokeren. Lưu trữ ngày 13 tháng 2 năm 2008 tại Wayback Machine